# Adat (islam)

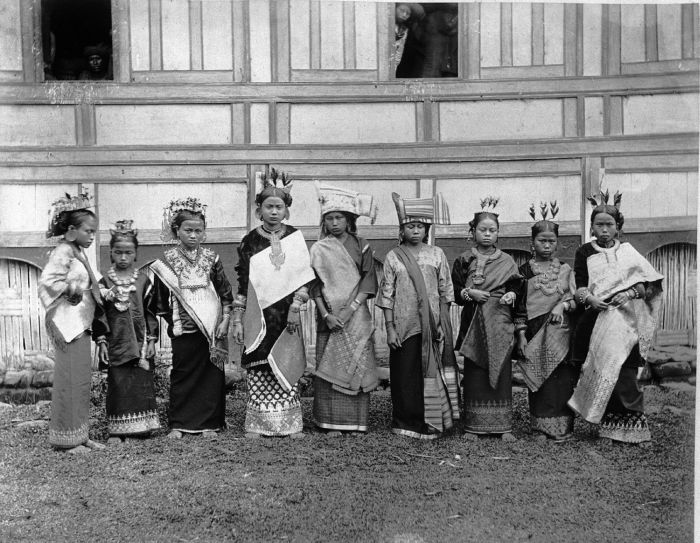
Grupo de personas de Minangkabau con vestimenta adat. 1895

Adat (en jawi: عادت,  en checheno: Адат, en avar: Адат, en malayo: عادت, en chagatai: ئادەت, en pastún: عادت‎, en serbio: адет, adet) es el término genérico derivado del árabe que define una variedad de prácticas y tradiciones locales comunes que practicaban las comunidades musulmanas del Cáucaso Norte, Asia Central y el sudeste asiático. A pesar de su origen árabe, el término adat resuena profundamente en todo el sudeste asiático marítimo, donde, dada la influencia colonial, su uso se ha institucionalizado sistemáticamente en varias comunidades no musulmanas. En la región, el término se refiere, en un sentido más amplio, a las normas, reglas, prohibiciones y mandatos costumbristas que guían la conducta del individuo como miembro de la comunidad, y a las sanciones y al modo de aplicación de éstas en virtud del cumplimiento de las normas. Adat también se refiere al conjunto de leyes locales y tradicionales y a los sistemas de resolución de disputas por los que la sociedad se regía.

## Origen
La palabra adat se deriva de la palabra árabe ʿādā́t (عادات), la forma del plural de ʿā́da (عادَة), que significa costumbre o hábito, y se considera un sinónimo de urf (عرف) que significa «algo comúnmente conocido o aceptado». Se refiere generalmente al resultado de una convención instaurada desde hace mucho que se ha respetado en los momentos en los que las consideraciones prácticas han sido primordiales, ya haya sido esta convención adoptada deliberadamente o el resultado de una adaptación inconsciente a las circunstancias.
Antes de la llegada del islam, los pueblos del Cáucaso Norte y Asia Central tenían códigos muy arraigados sobre el derecho civil y jurídico, que durante el periodo islámico se reconocían por el término adat. En las sociedades tradicionales de Asia Central, son los miembros autoritarios de las comunidades, normalmente los consejos de Aqsaqals, los que velan por que se cumpla con las adat. El sistema se basa en un código de conducta tribal y en siglos de experiencia en la resolución de conflictos entre individuos, comunidades y tribus. En el Cáucaso Norte, el códice de valores tradicionales de adat sostiene que el teip (clan) era el máximo exponente de lealtad, honor, orgullo y responsabilidad colectiva. La administración del imperio colonial ruso no interfirió con las prácticas legales locales y delegó la administración a la comunidad local, a los consejos de Aqsaqals y los teips. Lo mismo hicieron los Bolcheviques durante los primeros años de la revolución de 1917. Las adat estuvieron en boga entre los pueblos de Asia Central y el Cáucaso Norte hasta principios de 1930, antes de que las autoridades soviéticas prohibieran su uso y las reemplazaran por el derecho civil.
En el sudeste de Asia, el concepto de adat y sus significados fueron definidos, en primera instancia, por la comunidad islámica malayoparlante, aparentemente, para distinguir las prácticas no musulmanas de las que sí lo eran. En el siglo XV, el sultanato de Malaca desarrolló un código de derecho marítimo internacional, el Undang-Undang Laut Melaka, y un código civil y de comercio, el Undang-Undang Melaka, que era considerablemente islámico pero con influencias de las adat. Estos códigos se extenderían más adelante por toda la región y se convertirían en la fuente legal de la jurisprudencia local de los principales sultanatos regionales, como Brunéi, Johor, Pattani y Aceh.
En las primeras décadas del siglo XX, en las Indias Orientales Neerlandesas, el estudio de las adat emergió como un campo de consulta especializado. Aunque estaba asociado con las necesidades de la administración colonial, este estudio, no obstante, dio pie al nacimiento de una disciplina de estudio que trataba sobre los contrastes entre distintos sistemas de adat. Entre los expertos destacables en este estudio se encontraban Van Vollenhoven, Ter Haar y Snouck Hurgronje. Algunos conceptos clave que todavía se usan actualmente en el campo de la investigación de leyes costumbristas en la Indonesia moderna son: adatrecht (derecho adat), beschikkingsrecht (derecho comunal sobre la tierra o derecho de aprovechamiento) y adatrechtsgemeenschappen (comunidades regidas por el derecho adat). El derecho adat o adatrecht se ha utilizado por el gobierno colonial como un término legal que designa un derecho prescriptivo que entró en vigor en calidad de entidad legal independiente, al margen del derecho canónico. Las costumbres y leyes indígenas de todos los grupos étnicos, incluyendo aquellos no musulmanes, empezaron a ser consideradas colectivamente como «adat», y se codificaron en forma de unidades de administración del derecho, en las que se introdujo el pluralismo jurídico de las Indias Orientales. Según este esquema basado en la clasificación de los sistemas adat como unidades geográfico-culturales, los neerlandeses dividieron las Indias Orientales en, al menos, 19 áreas jurídicas adat.

## Aplicación actual
El sistema adat aún se aplica en los tribunales de Brunéi, Malasia e Indonesia como derecho personal en ciertos aspectos. En Malasia, la constitución de cada estado facultaba a los gobernantes malasios como líderes del islam y de las costumbres malasias en sus estados. Los Consejos de Estado conocidos como Majlis Agama Islam dan Adat Istiadat Melayu (Consejos del Islam y las Costumbres Malasias) son responsables tanto de aconsejar a los gobernantes, como de regular los asuntos islámicos y adat. Los procedimientos legales en casos relacionados con asuntos islámicos o adat (como harta sepencarian o casos de «régimen matrimonial de propiedad») se llevan a cabo en el Tribunal de Syariah. En Sarawak y Sabah, las leyes adat nativas de las comunidades indígenas no malasias se institucionalizaron mediante el establecimiento de tribunales conocidos como Mahkamah Bumiputera (tribunales Bumiputera) y Mahkamah Anak Negeri (tribunales nativos) respectivamente. Existe un sistema paralelo en la Malasia peninsular para los malasios autóctonos, llamado Mahkamah Penguhulu (Tribunales de Penghulu -un penghulu es el presidente del tribunal de un distrito-) pero éstos tienen sus competencias muy limitadas. En Indonesia, las reglas adat tienen aún relevancia jurídica en algunas áreas, especialmente en la mayoría de pueblos Hindúes de Bali, el área de Tenger y en la región de Yogyakarta y Surakarta.
Tras la disolución de la Unión Soviética, las prácticas adat en Asia Central empezaron a resurgir en los años noventa, entre las comunidades de las áreas rurales. Esto se debió, en gran parte, al declive de las instituciones jurídicas y responsables de la aplicación de la ley en muchas partes de la región. La constitución también contribuyó en este proceso, puesto que hizo que ciertas instituciones tradicionales, como los consejos de ancianos (Aqsaqals) se fortalecieran con algunas autoridades administrativas. En el Cáucaso Norte tradicional, los sistemas de autogobierno basados en clanes, que funcionaron clandestinamente desde los años 50, empezaron a reaparecer como respuesta a la negligencia del gobierno federal y a la ineptitud de la administración local. Debido a la pérdida de literatura e investigadores islámicos durante la época estalinista, el sistema adat que resurgió no contenía casi ningún elemento de la ley islámica. Aun así, el número de participaciones de académicos musulmanes en procesos judiciales adat va en aumento, viéndose estos, actualmente, involucrados en las decisiones más importantes en las asambleas y en las administraciones de los distritos.

## Cultura Malasia
En los estados malasios del Sudeste Asiático, la comunidad malasia puede dividirse formal e históricamente en dos grupos distintos: uno, seguidor del sistema Adat Temenggung y, el otro, del Adat perpatih.
Adat Temenggung (costumbres o reglas de Temenggung) es la forma más común de adat, es patrilineal y más dominante, y está presente en la mayoría de estados malasios. Adat perpatih está presente casi exclusivamente en el estado de Negeri Sembilan, donde viven los descendientes de los inmigrantes minangkabau de Sumatra Occidental, se asocia a una regla matrilineal de descendencia y una estructura política basada en el sistema de parentesco.
Aunque ambos se originaron en organizaciones tribales en el pasado, es en el sistema Adat Perpatih donde los restos de la estructura tribal son claramente evidentes en la actualidad. Para citar un ejemplo, el matrimonio entre dos personas pertenecientes al mismo clan se considera incestuoso y está estrictamente prohibido.
El interés principal de los sistemas adat, tanto del Temenggung como del Perpatih en la investigación y la literatura, ha sido el llamado derecho adat, o la definición de derechos de propiedad, rango y otros privilegios en la sociedad tradicional malasia. Los estudios sobre el derecho adat han ido orientados, principalmente,a las cuestiones de su relación con la ley islámica (ley Sharia) y las causas judiciales a las que tales conflictos han dado lugar. En la cultura malasia, hay al menos cinco perspectivas distintas de adat:
- Adatullah(عادت الله) - la forma absoluta de adat que se refiere al orden natural creado por Allah: el sol sale por el este y se pone por el oeste. Adatullah también puede referirse a cualquier práctica que esté casi por completo basada en las reglas ahkam y las reglas del islam, como los conceptos de musyawarah (discusión) y muafakat (consenso) aplicados en el sistema monárquico malasio.[18]

- Adat muhakamah (عادت محكمة) - el término se refiere a las leyes, mandamientos y órdenes tradicionales compiladas en ordenamientos jurídicos por los gobernantes para mantener el orden social y la armonía. Las leyes adat, a menudo combinadas con las leyes islámicas, fueron la principal referencia jurídica escrita para las sociedades malasias desde la época clásica y son comúnmente conocidas como kanun. El ejemplo más temprano de adat muhakamah es la Piedra de Inscripción Terengganu (1303) que contiene una proclamación del gobernante Sri Paduka Tuan de Terengganu que insta a sus súbditos a extender y defender el islam y establece 10 leyes básicas para guiarlos. Otros códigos malasios destacables son el Hukum Kanun Melaka (“Leyes de Melaka”),el Hukum Kanun Pahang (“Leyes de Pahang”),el Undang-Undang Sembilan Puluh Sembilan (“99 leyes”) de Perak, el Hukum Kanun Brunei (Leyes de Brunéi) y muchos otros.[18]

- Adatunnah (عادتنه) - también conocida como resam (normas) adatunnah es una forma de adat derivada de las normas sociales que implica tener valores morales adecuados y beneficiosos y por no ir en contra de adatullah o de adat muhakamah. Entre los ejemplos están el gotong royong, organizar la rumah terbuka (un evento social celebrado tradicionalmente en las casas durante las temporadas festivas, donde se recibe a simpatizantes y al que todos, independientemente de su origen, están invitados a asistir), y el aprendizaje del arte marcial malasio, el silat.[18]

- Adat istiadat (عادت إستعادت) - se define como el conjunto de rituales realizados principalmente en celebraciones festivas y ceremonias formales, por ejemplo, en la proclamación de gobernantes malasios. El propósito de estos rituales es el de instaurar una convención adecuada, con el fin de glorificar las celebraciones y ceremonias.[18]

- Adat nenek moyang - hace referencia a adat istiadat (rituales) que son prácticas derivadas de elementos preislámicos que algunos investigadores creen que están en contra de las enseñanzas del islam. Aunque el islam se ha enraizado profundamente en la vida de la sociedad malasia durante siglos, muchas prácticas de adat nenek moyang prevalecen. Aun así, los ulama y los líderes de las comunidades siempre se esforzaron por promover la discontinuidad de estas prácticas adat nenek moyang como el perayaan mandi safar (el festival del agua del mes safar),o el tepung tawar (el ritual de la harina) de cuando uno entra en una casa nueva en Malasia. No obstante, entre los malasios de Indonesia, el ulama apoya estas prácticas y piensa que no van en contra de las enseñanzas del islam.[18]